# Orthopsyllus wallini
Orthopsyllus wallini är en kräftdjursart som beskrevs av Lang 1935. Orthopsyllus wallini ingår i släktet Orthopsyllus och familjen Orthopsyllidae. Inga underarter finns listade i Catalogue of Life.